# Ewaryst Waligórski
Ewaryst Waligórski (ur. 19 sierpnia 1937 w Pobiedziskach) – polski inżynier i polityk, minister transportu i gospodarki morskiej w latach 1990–1992.

## Życiorys
Wychowanek szkoły sióstr Sacré Coeur w Pobiedziskach. Ukończył w 1961 studia na Wydziale Transportu Politechniki Szczecińskiej. Od 1968 do 1976 był wykładowcą transportu kolejowego na tym wydziale. W latach 1961–1989 pracował także w Pomorskiej Dyrekcji Okręgowej Kolei Państwowych m.in. jako stażysta (1961–1964), zastępca naczelnika Lokomotywowni Szczecin – Wzgórze Hetmańskie (1963), zastępca naczelnika oddziału trakcji w Szczecinie (1965–1967), zastępca naczelnika (1968), a następnie naczelnik (1969–1979) zarządu wagonów Pomorskiej Dyrekcji Okręgowej Kolei Państwowych, pracownik biura ekonomicznego Pomorskiej DOKP (1979–1981), pracownik w oddziale ds. racjonalizacji i postępu technicznego Pomorskiej DOKP (1982), referent w dziale technicznym zarządu wagonów (1982–1989).
Brał udział w wydarzeniach poznańskiego czerwca w 1956. Od 1976 współpracował z Ruchem Obrony Praw Człowieka i Obywatela, zajmował się kolportażem wydawnictw niezależnych. Od 1978 działał w warszawskim Klubie Inteligencji Katolickiej. W 1980 wstąpił do „Solidarności”, był m.in. członkiem prezydium zarządu regionu związku i delegatem na I Krajowy Zjazd Delegatów NSZZ „Solidarność” w Gdańsku. W okresie od grudnia 1981 do marca 1982 aresztowany, był sądzony przez Sąd Pomorskiego Okręgu Wojskowego w Bydgoszczy, który go uniewinnił. Został jednak internowany na okres od 5 maja do 2 grudnia 1982. Po zwolnieniu wszedł w skład kierownictwa podziemnych struktur NSZZ „S” kolejarzy.
W 1989 został wiceministrem, następnie od 6 lipca 1990 do 11 lipca 1992 sprawował urząd ministra transportu i gospodarki morskiej w rządach Tadeusza Mazowieckiego, Jana Krzysztofa Bieleckiego i Jana Olszewskiego. W wyborach parlamentarnych w 1991 bez powodzenia kandydował do Senatu z ramienia Kongresu Liberalno-Demokratycznego w województwie szczecińskim. Był członkiem ministerialnego zespołu negocjacyjnego prowadzącego rozmowy o wycofaniu wojsk radzieckich i rosyjskich z Polski, które zakończyły się podpisaniem umowy międzypaństwowej 22 maja 1992. W 1993 był zatrudniony w charakterze st. radcy w Dyrekcji Generalnej PKP w Warszawie. W latach 1993–2000 reprezentował PKP w Bratysławie. Od września 2000 do sierpnia 2005 pełnił funkcję radcy ds. transportu Ambasady RP w Bratysławie. Później został przedstawicielem PKP Cargo w Bratysławie.

## Odznaczenia i wyróżnienia
- Krzyż Kawalerski Orderu Odrodzenia Polski (1993)
- Krzyż Komandorski Orderu Odrodzenia Polski (2006)[6]
- Honorowy obywatel Pobiedzisk (2019)[7]